# الهه عشق (فیلم)
الهه عشق 
(به تلوگویی: Premabhishekam) فیلمی محصول سال ۱۹۸۱ و به کارگردانی داساری ناریانا رائو است. در این فیلم بازیگرانی همچون آکنینی ناگیشور رائو، سری دوی، جایاسودا، موهان بابو ایفای نقش کرده‌اند.